# Scoglio dei Magroni
Lo scoglio dei Magroni è uno scoglio del mar Tirreno situato a ridosso della costa nord-orientale della Sardegna, in prossimità delle isole di Portolucas.

Appartiene amministrativamente al comune di Olbia.